# 波魯比
50°2′30″N 23°21′10″E / 50.04167°N 23.35278°E
波魯比（烏克蘭語：Поруби），是烏克蘭的村落，位於該國西部利沃夫州，由亞沃里夫區負責管轄，始建於1953年，面積1.06平方公里，海拔高度249米，2001年該村落人口450。